# 해머 대 시드웨이 사건
해머 대 시드웨이 사건(124 N.Y. 538, 27 N.E. 256 (N.Y. 1891))은 미국의 유명 판례로 계약법에서 중요하게 다루어진다.

## 사실관계
삼촌은 그의 조카에게 21 세가 될 때까지 흡연， 욕설， 도박을 하지 않으면 5000 달러를 주기로 약속하였다. 조카는 약속을 전적으로 이행하였고, 21 세가 되었을 때， 그는 삼촌에게 5000달러를 받을 권리가 있다고 편지를 썼다. 삼촌은 조카가 그 금액을 받을 권리가 있다는 것에 동의하였다. 그러나, 삼촌은 조카가 그 금액을 관리할 준비가 될 때까지 조카를 위하여 보관하겠다고 제안하였다. 조카는 이에 동의하였다. 삼촌은 조카에게 돈을 주지 않고 곧 사망하였다. 조카의 유언집행자 (executor) 인 Sidway 에게 원 금액에 이자를 붙여 청구하였으나 거절 당하였다. 조카는 소송을 제기하였다.

## 쟁점
흡연， 욕설， 도박을 하지 않는 것이 계약을 강제할 수 있는 충분한 약인(대가. consideration) 이 되는가?

## 판시사항
약속에 대한 대가에는 여러 가지가 있으나 법적 권리를 포기하는 것도 거기에 속한다. 조카는 그가 포기하기로 선택한 것들을 할 수 있는 법적 권리를 갖고 있다. 그러므로, 그의 법적 권리를 포기한 것은 5000달러의 지급 약속에 대한 충분한 대가(약인) 가 된다.

## 판시이유
어떠한 손해, 중지(suspension) 또는 권리의 불행사 (forbearance) 약속을 성립시키는 요소로서 충분하다.
조카가 삼촌의 약속에 대한 신뢰에 근거하여 약속한 일정 기간 동안 자신의 법적인 자유 행동권을 제약한 것은 충분하다.
일반적으로, 다른 당사자의 요구에 의하여 어떠한 법적 권리를 포기하는 것도 약속의 대가(약인)로서 충분하다.